# Liên đoàn Luật sư Việt Nam
Liên đoàn Luật sư Việt Nam (tên tiếng Anh: Vietnam Bar Federation, viết tắt là VBF) là một tổ chức xã hội - nghề nghiệp, hoạt động theo chế độ tự quản, quản lý thống nhất trong phạm vi toàn quốc của các luật sư Việt Nam; đại diện bảo vệ quyền, lợi ích hợp pháp của các luật sư và các Đoàn luật sư là thành viên của Liên đoàn. Liên đoàn Luật sư Việt Nam là thành viên của Mặt trận Tổ quốc Việt Nam. Trụ sở của Liên đoàn Luật sư Việt Nam đặt tại Hà Nội.

## Lịch sử
Trước khi có Liên đoàn Luật sư Việt Nam thì các Đoàn luật sư đã được thành lập ở hầu hết các tỉnh, thành phố trên cả nước.
Ngày 16/01/2008, Thủ tướng Chính phủ ban hành Quyết định số 76/QĐ-TTg về việc phê duyệt Đề án "Thành lập Tổ chức Luật sư toàn quốc".
Hội đồng lâm thời Luật sư toàn quốc được thành lập ngày 04/6/2008, chủ tịch là luật sư Lê Thúc Anh (nguyên Phó Chánh án Toà án Nhân dân Tối cao). Hội đồng lâm thời Luật sư toàn quốc có trách nhiệm soạn dự thảo Điều lệ tổ chức luật sư toàn quốc, hướng dẫn các đoàn luật sư trên cả nước bầu đại biểu và chuẩn bị các điều kiện cần thiết để tổ chức Đại hội đại biểu luật sư toàn quốc lần thứ nhất.
Đại hội đại biểu Luật sư toàn quốc lần thứ nhất được tổ chức tại Hà Nội (từ ngày 10-12/5/2009) đã thông qua việc thành lập Liên đoàn Luật sư Việt Nam vào ngày 12/5/2009.
Điều lệ Liên đoàn Luật sư Việt Nam được phê duyệt theo Quyết định số 1106/QĐ-BTP ngày 29/5/2009 của Bộ trưởng Bộ Tư pháp.

## Cơ cấu tổ chức
Theo Điều lệ Liên đoàn Luật sư Việt Nam, cơ cấu tổ chức của Liên đoàn Luật sư Việt Nam gồm có:
- Đại hội đại biểu luật sư toàn quốc: là cơ quan lãnh đạo cao nhất của Liên đoàn luật sư, họp 5 năm một lần.
- Hội đồng luật sư toàn quốc: là cơ quan lãnh đạo của Liên đoàn luật sư giữa hai kỳ Đại hội đại biểu luật sư toàn quốc, có nhiệm kỳ theo nhiệm kỳ của Đại hội đại biểu luật sư toàn quốc, họp thường kỳ một năm ít nhất hai lần.
- Ban Thường vụ Liên đoàn luật sư: là cơ quan điều hành công việc của Liên đoàn giữa hai kỳ họp của Hội đồng luật sư toàn quốc.
- Văn phòng Liên đoàn luật sư và các Uỷ ban chuyên môn: là cơ quan giúp việc của Liên đoàn luật sư.
- Chủ tịch Liên đoàn luật sư: là người đại diện của Liên đoàn, do Hội đồng luật sư toàn quốc bầu ra trong số Uỷ viên Ban Thường vụ Liên đoàn và theo nhiệm kỳ của Hội đồng. Chủ tịch Liên đoàn luật sư đồng thời là Chủ tịch Hội đồng luật sư toàn quốc.
- Tổng thư ký Liên đoàn luật sư: Là người phát ngôn chính thức và điều hành công việc hàng ngày của Liên đoàn luật sư, do Hội đồng luật sư toàn quốc bầu ra trong số Uỷ viên Ban Thường vụ Liên đoàn.

### Các uỷ ban chuyên môn
- Uỷ ban hợp tác quốc tế
- Uỷ ban khen thưởng, kỷ luật
- Uỷ ban bảo vệ quyền lợi luật sư
- Uỷ ban phát triển kinh tế, tài chính
- Uỷ ban đào tạo

### Lãnh đạo qua các thời kỳ
- Thường trực Liên đoàn Luật sư nhiệm kỳ 1 (2009–2014):[1]
  - Chủ tịch: Luật sư Lê Thúc Anh, đoàn luật sư tỉnh Bà Rịa – Vũng Tàu
  - Phó Chủ tịch Thường trực: Luật sư Nguyễn Văn Thảo, đoàn luật sư thành phố Hà Nội
  - Phó Chủ tịch kiêm Tổng Thư ký: Luật sư Đỗ Ngọc Thịnh, đoàn luật sư thành phố Hà Nội
  - Phó Chủ tịch:	Luật sư Trương Trọng Nghĩa, đoàn luật sư thành phố Hồ Chí Minh
  - Phó Chủ tịch: Luật sư Phạm Hồng Hải, đoàn luật sư thành phố Hà Nội
  - Chủ nhiệm Uỷ ban hợp tác quốc tế: Luật sư Lưu Tiến Dũng
  - Chủ nhiệm Uỷ ban khen thưởng, kỷ luật: Luật sư Nguyễn Thế Phong
  - Chủ nhiệm Uỷ ban bảo vệ quyền lợi luật sư: Luật sư Phan Trung Hoài
  - Chủ nhiệm Uỷ ban phát triển kinh tế, tài chính: Luật sư Nguyễn Thị Quỳnh Anh
  - Quyền Chủ nhiệm Uỷ ban đào tạo: Luật sư Nguyễn Đình Thơ
- Nhiệm kì 2 (2015–2020):[1]
  - Chủ tịch: Luật sư Đỗ Ngọc Thịnh, đoàn luật sư thành phố Hà Nội (được bầu ngày 27/04/2016)[2]
  - Phó Chủ tịch: Luật sư Phan Trung Hoài, đoàn luật sư thành phố Hồ Chí Minh
  - Phó Chủ tịch: Luật sư Nguyễn Văn Chiến, đoàn luật sư thành phố Hà Nội
  - Phó Chủ tịch: Luật sư Nguyễn Văn Trung, đoàn luật sư thành phố Hồ Chí Minh
  - Phó Chủ tịch: Luật sư Nguyễn Thị Quỳnh Anh, đoàn luật sư thành phố Hà Nội (bầu bổ sung ngày 23/12/2017)[3]
- Nhiệm kì 3 (2021–2026):[4]
  - Chủ tịch: Luật sư Đỗ Ngọc Thịnh, đoàn luật sư thành phố Hà Nội
  - Phó Chủ tịch: Luật sư Phan Trung Hoài, đoàn luật sư thành phố Hồ Chí Minh
  - Phó Chủ tịch: Luật sư Nguyễn Thị Quỳnh Anh, đoàn luật sư thành phố Hà Nội
  - Phó Chủ tịch: Luật sư Lưu Tiến Dũng, đoàn luật sư thành phố Hà Nội
  - Phó Chủ tịch: Luật sư Nguyễn Hải Nam, đoàn luật sư thành phố Hồ Chí Minh
  - Phó Chủ tịch: Luật sư Đào Ngọc Chuyền, đoàn luật sư thành phố Hà Nội

## Bê bối

### Không thực hiện đúng Điều lệ
Theo Điều lệ Liên đoàn Luật sư Việt Nam, Hội đồng Luật sư toàn quốc triệu tập Đại hội Đại biểu luật sư toàn quốc theo chu kỳ 5 năm một lần. Đại hội Đại biểu luật sư toàn quốc lần thứ nhất được tổ chức tháng 5/2009, nên Đại hội lần thứ 2 lẽ ra phải diễn ra vào tháng 5/2014. Tuy nhiên, phải đến ngày 18/4/2015 thì Đại hội lần thứ 2 mới được tổ chức.
Tiếp đó, Đại hội lần thứ 2 diễn ra vào tháng 4/2015, thì Đại hội lần thứ 3 lẽ ra phải được triệu tập vào tháng 4/2020. Tuy nhiên, Đại hội lần thứ 3 bị hoãn đến ngày 25/12/2021 mới được tổ chức. Theo Luật sư Đỗ Ngọc Thịnh (Chủ tịch nhiệm kỳ 2), nguyên nhân chậm tổ chức Đại hội Đại biểu luật sư toàn quốc lần thứ 3 là vì Đoàn luật sư thành phố Hồ Chí Minh và Đoàn luật sư thành phố Hà Nội chậm tổ chức đại hội của đoàn mình, nên không cử được đại biểu tham dự Đại hội Đại biểu luật sư toàn quốc, và do ảnh hưởng của đại dịch Covid-19.

### Khuyết chức danh Chủ tịch nhiệm kỳ 2
Tại Đại hội Đại biểu toàn quốc lần thứ 2(tháng 4/2015), ứng viên duy nhất cho chức Chủ tịch là Luật sư Lê Thúc Anh (Chủ tịch nhiệm kỳ 1) đã không được Đại hội bầu vào Hội đồng Luật sư toàn quốc, qua đó không đủ điều kiện để được tái bầu là Chủ tịch nhiệm kỳ 2. Đại hội lần này cũng không bầu ra được người nào khác làm Chủ tịch. Vì vậy, Hội đồng Luật sư toàn quốc đã quyết định giao cho Luật sư Đỗ Ngọc Thịnh quyền điều hành và đại diện cho Liên đoàn Luật sư Việt Nam trong quan hệ đối nội và đối ngoại. Đến phiên họp thứ 4 của nhiệm kỳ 2 (ngày 27/4/2016), Luật sư Đỗ Ngọc Thịnh mới chính thức được Hội đồng Luật sư toàn quốc bầu là Chủ tịch nhiệm kỳ 2.